# Vappu (Vorname)
Vappu ist ein finnischer weiblicher Vorname und verwandt mit dem Namen Walburga.

## Namensträgerinnen
- Vappu Taipale (* 1940), finnische Politikerin